# 澎湖1號
澎湖1號（英語：Penghu 1），是在臺灣澎湖水道海域發現的丹尼索瓦人顎骨化石 。
在過去，該化石被認為是已滅絕人屬物種澎湖原人（學名：Homo tsaichangensis），經鈾同位素之放射性定年及冰河時期海平面的升降，判斷其生存年代在中更新世至晚更新世。一些觀點認為它屬於一新物種「蔡張人」（Homo tsaichangensis），另外一些觀點則認為它是直立人、早期智人或丹尼索瓦人。在2025年的研究中，研究人員利用蛋白質分析證實其為丹尼索瓦人。

## 發現與研究
2008年，國立自然科學博物館副研究員張鈞翔從臺灣南部私人收藏家蔡坤育（蔡坤玉）處取得一個人類下顎骨化石標本，該化石打撈自臺灣海峽澎湖水道水面下約60-120公尺深的海底，距離臺灣西南約25公里海域，該地區曾經是陸地，自末次冰期後海平面上升，淹沒了化石的發現地區。這塊化石若隨海流漂來必會粉碎，但從其完整程度來看，研判應原本就存在澎湖水道。
臺灣、日本和澳洲科學家組成的國際團隊對它進行了研究，團隊先確認這是人類化石後，澳洲學者取一小塊作放射性元素測量，從化石骨質膠原中的碳和鈾元素半衰變的濃度變化做定年測量，推估澎湖原人的生存年代，但因化石只有一個，標本量太少，導致定年範圍出現至少26萬年的落差。從定年結果與海平面升降的年代推測，這件化石的地質年代晚於45萬年前，並可能生存於海平面下降，距今約19-13萬年前或7-1萬年前的中更新世至晚更新世時期。
團隊的四年研究結果，首次發表於2015年1月27日出刊的《自然-通讯》雜誌，研究團隊成員包括國立自然科學博物館地質學組主任張鈞翔、東海大學生命科學系教授林良恭、日本国立科学博物館海部陽介及河野礼子、京都大學高井正成、御茶水女子大學松浦秀治、澳洲國立大學Rainer Grün、Les Kinsley等人。該標本目前被收藏在臺中國立自然科學博物館。

## 形態特徵
該標本為一個幾乎完整的右下頜，有四顆牙齒，包括磨損的臼齒和前臼齒。下頜骨非常粗壯且堅固，有一個堅固的側隆凸，臼齒膨大，在三維影像重建下發現其下顎兩髁頭寬（bicondylar width）較寬，此特徵有助於確認該化石來自中更新世至晚更新世時期。根據其頜骨和牙齒的形態，該標本被歸入人屬，其下頜骨並沒有現代人「戽斗」般突出的下巴，這有助於將其與智人區分開來。然而，該化石保有與能人（Homo habilis）相似的衍生特徵，包括其下頜較短且寬。這項特徵與其他像是缺少M3臼齒等的特徵，足以顯示該標本應歸為人屬。
透過該下顎骨大小推測，其主人的身高約160公分，體重約60公斤，化石所屬性別尚難以判斷。從臼齒磨蝕的情況研判，澎湖原人應是成年個體。

## 分類狀態
儘管澎湖原人在屬層級的分類已經被廣泛接受，但對其潛在的物種定位仍有許多討論。澎湖原人的下頜骨被認為與中國安徽和縣40萬年前的直立人化石最為相似，包括相似的牙冠大小、下頜整體粗壯和突出。基於這些相似特徵和他們較晚才出現於東亞，張鈞翔等人提出了幾種假說：下頜骨的共同特徵可以解釋為其保留亞洲早期直立人的原始特徵，即從非洲遷移而來具強壯下頜的人屬，可能涵蓋在海德堡人這個物種中，或他們是直立人的一種適應型。但由於標本保存有限，其物種辨識與分類在學界仍缺乏共識。
古生物學家Mark McMenamin主張澎湖原人下顎獨特的牙齒特徵足以將其獨立為一新物種蔡張人(Homo tsaichangensis)。McMenamin將澎湖原人與在爪哇島中部Semedo村發現的猩猩類巨猿屬(Gigantopithecus)下顎化石進行比較，提出它們有相似的牙齒形態，顯示有相關的食性選擇和相似的生物地理遷徙，堅持認為它們的形態為一趨同進化的案例，甚至提出兩者共同生存在距今25萬年前的「直葛-澎湖生物地理省份(Tegal-Penghu Biogeographic Province)」。然而，這個分類的論點並不被學界廣泛接受。
2019年，陳發虎等人發表的新研究，提出澎湖原人其實是丹尼索瓦人的一員。這一論點主要透過與該文描述的夏河縣丹尼索瓦人下顎骨比對得出。夏河下顎骨在青藏高原上發現，地質年代約為距今16萬年前。和澎湖原人相比，夏河標本具有相似的牙齒形態。它們有4個共同的明顯特徵：M2臼齒在近遠中寬度(mesiodistal width)上很接近；M3臼齒發育不全；相似的獨特M2牙根結構，與現代亞洲人口有關；P3出現湯姆氏牙根，這在其他人類化石中很少發現。
Wu & Bae (2024) 將澎湖原人歸類為新物種「巨顱人」 （Homo juluensis）, 該物種包括許家窯人、夏河縣人類下頜骨化石、丹尼索瓦人。
2025年，日本、丹麥及台灣團隊，在《科學》期刊發表以胺基酸序列測序作為定種依據之研究，證實該下顎骨為丹尼索瓦人，這是目前第三具具有分子證據的丹尼索瓦人標本。由於該表本自海中打撈，科學家目前仍無法確認丹尼索瓦人何時抵達台灣，僅能從台灣與歐亞大陸陸橋形成之時段推測。該團隊自其牙齒琺瑯質中，萃取出51個蛋白質，4241個胺基酸序列。經分析，發現五個僅在丹尼索瓦人中出現的突变位點。也從琺瑯質中分析出此個體為男性。此外，以胺基酸序列所推匴的親緣關係也明確指出該標本隸屬丹尼索瓦人。

## 外部連結
- The first archaic Homo from Taiwan （页面存档备份，存于）, Nature Communications 6 （Received 12 November 2014; Accepted 03 December 2014; Published 27 January 2015）
- 張鈞翔，〈澎湖原人 亞洲直立人新疆界 （页面存档备份，存于）〉，《科學人》雜誌 第157期，2015年3月號
- 台灣考古大躍進：19萬年前的「澎湖原人」現身, 國家地理雜誌, 2015-1-29
- 楊小青，「澎湖原人」的遐想 （页面存档备份，存于）, 國立臺灣史前文化博物館電子報第292期，2015.2.1